# Hospital de Mulchén
El Hospital de Mulchén es un recinto hospitalario de baja complejidad perteneciente al Servicio de Salud Biobío, ubicado en la ciudad de Mulchén, Chile. Se encuentra entre los hospitales mejor evaluados de Chile en calidad de atención.
Su actual Director es el Ingeniero Civil Industrial, Michel Abarzúa Vidal. Asumió funciones desde junio de 2019.

## Historia
El hospital de Mulchén es inaugurado en 1969 debido a la alta demanda de servicios de salud que la zona tenía para la época.
El 2016, el hospital adquiere una nueva ambulancia, siendo la cuarta ambulancia que adquiere el hospital en este último tiempo. Este año, es acreditado por la Superintendencia de Salud.
En 2018 la provincia de Biobío requiere de más hospitales de mediana complejidad siendo este hospital uno de los más idóneos para aumentar su estatus. El ministro de salud de Chile, Emilio Santelices, junto con el alcalde de Mulchén, Jorge Rivas y el diputado Manuel Monsalve tuvieron una reunión en la cual se acordó que se "revisar[ia] el estado de desarrollo del proyecto que reestructuraría el recinto asistencial de Mulchén y verificar la necesidad de cambiar la complejidad". La adquisición de la categoría de mediana complejidad implica la ampliación de los recintos del hospital, y para esto la municipalidad está en proceso de adquisición de terrenos de 5 hectáreas de superficie que corresponden a la antigua estación de trenes de Mulchén, que actualmente son propiedad de la Empresa de los Ferrocarriles del Estado.Ya teniendo estos terrenos, pueden comenzar a realizarse los estudios para la futura construcción.

## Características
Este hospital es de Baja Complejidad. A 2022 el hospital cuenta con 333 funcionarios. El establecimiento tiene en infraestructura; Centro Comunitario de Salud Familiar (Cecosf) Mulchén, Centros Comunitarios de Salud Familiar (Cecosf) Villa la Granja, Centro Cardiovascular de Salud Familiar. 
En el Hospital; Un Pabellón de Cirugía Mayor Ambulatoria (CMA) habilitado desde 2019, en atención cerrada cuenta 87 camas básicas, Servicio de Urgencias para atención y posterior derivación hacia el Hospital Complejo Asistencial, Dr. Víctor Ríos Ruiz, Atención dental general y de especialidad, Vacunatorio, una Ruka para atención con Machi (Sra. Herminda Nahuelpi) realizando una intervención intercultural entre distintos tipos de medicina, atención de salud mental, un Centro Comunitario de Rehabilitación, laboratorio, imagenología, Farmacia y entre otros.